# 60 Arietis
Désignations
60 Arietis (en abrégé 60 Ari) est une étoile géante de la constellation du Bélier. 60 Arietis est sa désignation de Flamsteed. Elle a une magnitude apparente de 6,14, ce qui la rend difficilement observable à l'œil nu. Sur la base décalage annuel de la parallaxe de 9,57 mas, elle est située à 341 années-lumière (105 parsecs) de la Terre. Elle s'éloigne du Système solaire avec une vitesse radiale héliocentrique de +24 km/s.
60 Arietis est une étoile géante rouge vieillissante de type spectral K3 III, ayant épuisé la réserve d'hydrogène de son noyau. Son rayon est de 11 R☉, sa masse est de 1.36 M☉ et sa luminosité est de 49 L☉. Elle est âgée de 5,3 milliards d'années. Sa température effective est de 4 449 K, lui donnant la couleur orange d'une étoile de type K.